# Pseudotropheus fainzilberi
Pseudotropheus fainzilberi är en fiskart som beskrevs av Staeck, 1976. Pseudotropheus fainzilberi ingår i släktet Pseudotropheus och familjen Cichlidae. IUCN kategoriserar arten globalt som livskraftig. Inga underarter finns listade i Catalogue of Life.